# جيرهارد شيندلر
جيرهارد شيندلر (بالألمانية: Gerhard Schindler)‏ هو محامي ألماني، ولد في 4 أكتوبر 1952 في Kollig ‏ في ألمانيا.

## وصلات خارجية
- جيرهارد شيندلر على موقع مونزينجر (الألمانية)